# 咬みつきたい
『咬みつきたい』（かみつきたい）は、1991年制作の日本映画。
金子修介監督が吸血鬼ドラキュラを題材に描いたコメディ・タッチのホラー映画。緒形拳が“一番合わない役を演じたい”ということで始まった企画である。東宝の吸血鬼映画としては、『血を吸う薔薇』（1974年）以来17年ぶりの作品であった。

## あらすじ
ドラキュラ研究家を祖父に持ち、その血液の研究をしている竹井ゆづ子は、ついに探し求めていたドラキュラの血液を手に入れる。
ある日、大手製薬会社・高島製薬の薬品開発部長の石川周太郎が交通事故で病院に運び込まれたが、手当てのかいなく死亡した。だが、その治療の最中、ゆづ子が保管していた例のドラキュラの血液が手違いで石川に輸血されてしまっていた。
それを知ったゆづ子は、石川の娘の冴子に「あなたが処女なら、その血を石川の遺骨にかけると1年と3日後に蘇る」と告げ、冴子はそれを実行してしまう。
そして1年と3日後の夜、本当に石川は蘇った。驚く冴子。しかし、石川は自分が死んだという感覚すらなく、しかもドラキュラとして蘇っていた。やがて石川は、自分が交通事故を装って殺された事、さらに会社の贈賄事件の罪を着せられていた事を知る。
その張本人であり、現在は高島製薬の社長に収まっている北原は、石川が蘇ったことを知り、再び石川を亡き者にしようとしていた…。

## キャスト
- 石川周太郎：緒形拳
- 竹井ゆづ子：安田成美
- 石川冴子：石田ひかり
- 北原隆三郎：森本毅郎
- 石川絹江：吉田日出子
- 時田順平：串田和美
- 大野：天本英世
- 黒田：中康治
- 井ノ原：糸井重里
- 三和子：倉沢淳美
- 良子：中野みゆき
- 秘書：かとうみゆき
- 高島圭介：仲谷昇
- 竹林：上田耕一
- 深谷：深水三章
- 立花：光石研
- 片島刑事：本田博太郎